# ハートル実沙
ハートル 実沙（はーとる みさ、3月3日-）は、日本の女性声優。長崎県出身。賢プロダクション所属。

## 経歴
スクールデュオ卒業後、2020年4月1日に賢プロダクション所属になった。

## 人物
趣味はイラストとメイク。

## 出演作品

### 吹き替え

#### 映画
- トールガール 2
- バト･ミツバにはゼッタイ呼ばないから（ロニー）
- ブルー きみは大丈夫
- ラスト･キングダム:死すべき7人の王（アストリド）

#### ドラマ
- エージェント・オブ・シールド（キンボール）
- NCIS:LA 〜極秘潜入捜査班
- ザ・ルーキー 40歳の新米ポリス!?
- CSI: ベガスシーズン2
- スタートレック:ディスカバリー（ジェミソン）
- S.W.A.T.
- テッド ザ・シリーズ
- トゥルー・ストーリー ～嘘と真実～（ダフネ）
- ノー・トレース（ルクレシア、マリアナ）
- ハロー、トゥモロー!（エル）
- ヘイロー
- ボドキン（メイヴ）
- YOU ー君がすべてー（ナディア）

#### アニメ
- 卓球少女 -閃光のかなたへ-（ジャン・ルオトン）
- RINGING FATE（彩子母）

### ボイスオーバー
- アニマルプラネット ｢セレブの告白 驚き動物体験記｣
- グローバル・アジェンダ 「世界が挑戦！脱炭素最前線」
- サイエンス・フェア:化学オタクのチャレンジ奮闘記
- 最後通牒～クィア･ラブ～（ナタージャ）
- 世界のドキュメンタリー　嘘についての本当の話
- 世界のドキュメンタリー　スケボーが私を変える アフガニスタン 少女たちの挑戦
- 世界のドキュメンタリー　チェルノブイリ 衝撃の真実~口を開く証言者たち~
- ドイツ建設最前線
- トキメキ☆クルーズ体験！ディズニー・ウィッシュ
- ワールド極限ミステリー